# Урбандејл (Ајова)
Урбандејл (енгл. Urbandale) град је у америчкој савезној држави Ајова. По попису становништва из 2010. у њему је живело 39.463 становника.

## Демографија
Према попису становништва из 2010. у граду је живело 39.463 становника, што је 10.391 (35,7%) становника више него 2000. године.
| Група             | 2000.          | 2010.          |
| Белци             | 27.412 (94,3%) | 35.133 (89,0%) |
| Афроамериканци    | 445 (1,5%)     | 1.092 (2,8%)   |
| Азијати           | 503 (1,7%)     | 1.383 (3,5%)   |
| Хиспаноамериканци | 465 (1,6%)     | 1.221 (3,1%)   |
| Укупно            | 29.072         | 39.463         |